# Oriental Brewery
 (mai 2021).
Si vous disposez d'ouvrages ou d'articles de référence ou si vous connaissez des sites web de qualité traitant du thème abordé ici, merci de compléter l'article en donnant les références utiles à sa vérifiabilité et en les liant à la section « Notes et références ».

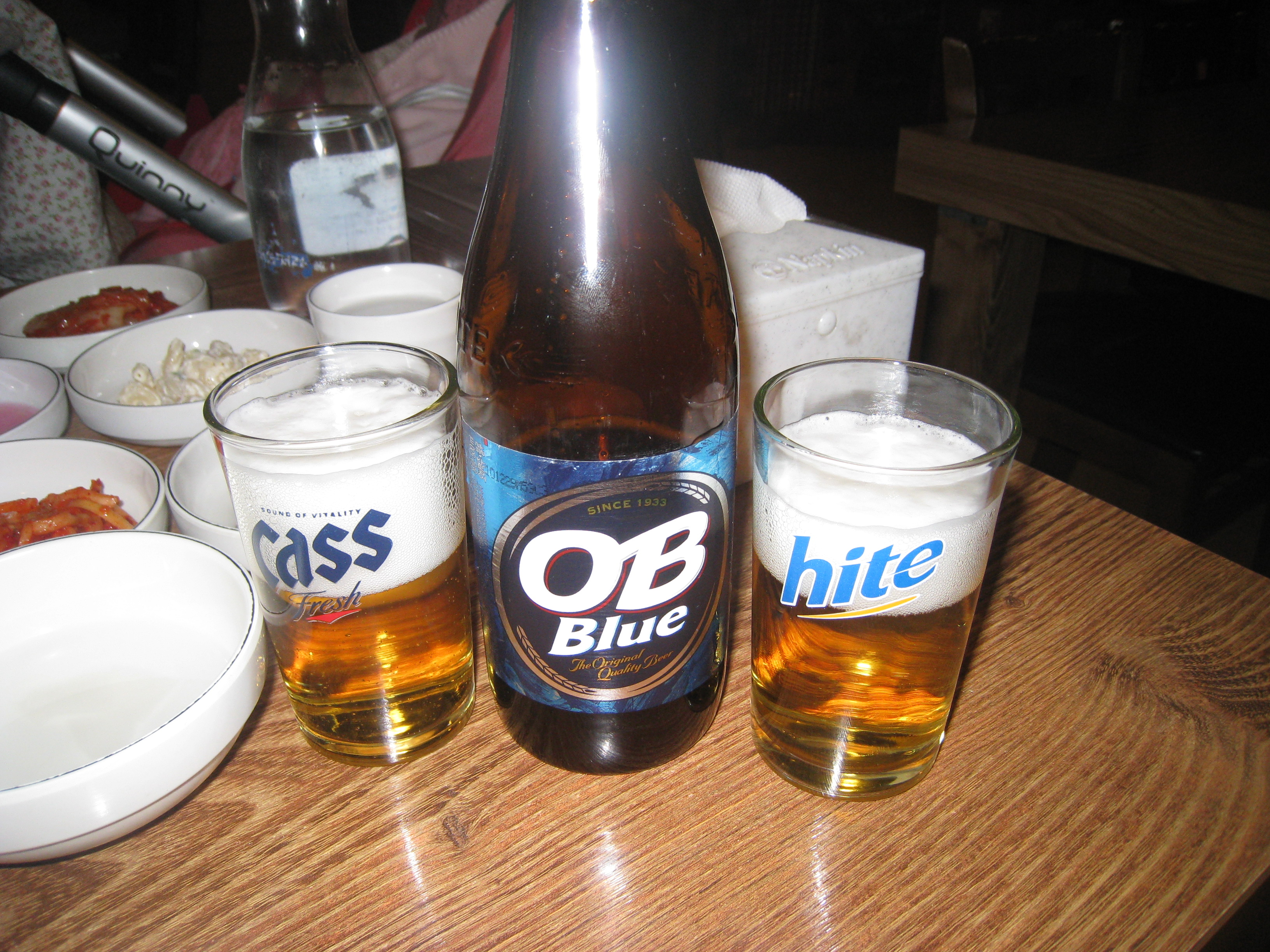
Trois bières coréennes

Oriental Brewery ou OB est une brasserie de Corée du Sud, fondée en 1952 par le groupe Doosan. Aujourd'hui, OB est le producteur de plusieurs des boissons les plus populaires de Corée dont les bières lager OB, Cass, ainsi que la Cafri.
Toutes les bières de la brasserie OB contiennent une certaine proportion de riz.

## Historique
InBev rachète l'établissement en 1998. En 2009, pour éponger une dette, Anheuser-Busch InBev revend cette branche ainsi que le droit d'exploitation pour cinq ans de la marque OB. L'acheteur est une filiale de Kohlberg Kravis Roberts & Co..
En janvier 2014, AB InBev acquiert Oriental Brewery pour 5,8 milliards de dollars, cinq ans après que InBev a vendu la même entreprise à KKR pour 1,8 milliard de dollars lors du rachat de Anheuser-Busch.

## Les bières

### OB Lager
OB lager est la quatrième bière en termes de volume de vente en Corée. Bière blonde à 4,4 % d'alcool commercialisée en bouteilles, en canettes ou à la pression. La recette originale date de 1948, mais a subi une modification avec l'ajout au riz.
En 2003, le nom est simplifié et devient simplement OB, jusqu'en 2006 où à l'occasion d'une retouche légère, elle s'appelle OB blue.

### Cass Lager
Autre bière blonde lager de Corée, en deuxième position de volume de vente derrière la Hite.
Dans les années 80, la brasserie Cass phagocytait les marchés coréens avec plus de 70 % de part de marché. Rattrapé puis dépassé en 1994 par Hite, la brasserie Cass se fait racheter par Jinro-Coors. En 1999, OB décide de grossir son marché, rachète la marque Cass, et réinvestit massivement dans le produit. Avec succès, car l'alliance Cass-OB reprend 51 % des parts de marché coréennes en 2000.
En 2007, une version avec un plus haut taux d'alcool, la Cass Red est commercialisée. Degré d'alcool 6,9°.
Une controverse existe en Corée sur des contrefaçons de la Cass (nommée Cars ou Cdss par exemple) sans alcool que des établissements sans licence essaient de faire passer pour les originaux. L'inverse existe aussi pour vendre la bière originale, alcoolisée, sans licence. Les karaokés 'norae-bang (sans licence) et les 'noraejujeom (avec licence) sont particulièrement concernés par ces fraudes.

### Cass Light
La Cass light est une blonde lager qui contient moins de carbone. Degré d'alcool 4,0°.

### Cass X2
La Cass X2 titre à 2,9 %.

### OB Light
OB light ressemble à l'OB lager avec 30 % de calories en moins. Degré d'alcool 4,2°.

### Cafri
La Cafri est beaucoup moins vendue que la OB ou la Cass (par conséquent loin derrière la Hite). Elle titre à 4,2 %. Sa particularité tient dans la forme de la bouteille (300ml), avec un col très étiré.

## Sources
- (en) Cet article est partiellement ou en totalité issu de l’article de Wikipédia en anglais intitulé « Oriental Brewery » (voir la liste des auteurs).